# Denis Darbellay
Denis Darbellay (thailändisch เดอนี่ โปล คูณ ดาร์เบอเล่ย์, * 5. Juni 1998 in Monthey, Schweiz) ist ein thailändisch-schweizerischer Fussballspieler.

## Karriere
Denis Darbellay erlernte das Fussballspielen in den Schweizer Jugendmannschaften des FC Monthey und des FC Sion. Von Mitte 2017 bis Ende 2018 stand er beim unterklassigen FC Monthey in Monthey unter Vertrag. 2019 wechselte er nach Thailand. Hier unterschrieb er einen Vertrag beim Police Tero FC. Der Verein aus der thailändischen Hauptstadt Bangkok spielte in der zweiten thailändischen Liga, der Thai League 2. Ende 2019 wurde Police Vizemeister und stieg in die erste Liga auf. Sein Profidebüt in der ersten Liga gab er am 21. März 2021 im Heimspiel gegen den Nakhon Ratchasima FC. Hier stand er in der Startaufstellung und wurde in der 68. Minute gegen Yodsak Chaowana ausgewechselt. Am Ende der Saison 2023/24 belegte er mit Police Tero den 15. Tabellenplatz und musste somit in die zweite Liga absteigen. Nach dem Abstieg verließ er den Verein und schloss sich im Sommer 2024 dem Erstligisten Uthai Thani FC an. Nach 14 Ligaspielen wurde sein Vertrag im Sommer 2025 nicht verlängert. Im Juli 2025 nahm ihn der in Nakhon Ratchasima beheimatete Erstligist Nakhon Ratchasima FC unter Vertrag.